# ماراما (أسطورة)
في أساطير جزر كوك، يُذكر أن ماراما Marama معبود القمر المذكر، الذي أحب إينا، معبودة النور. تزوجت من ماراما وتعيش في السماء خلال النهار ونادراً ما ترى زوجها.